# Poncey-sur-l'Ignon
Poncey-sur-l'Ignon è un comune francese di 85 abitanti situato nel dipartimento della Côte-d'Or nella regione della Borgogna-Franca Contea.
Nel suo territorio, in gran parte boscoso, si trovano le sorgenti del fiume Senna, che si dirige a nord verso l'Atlantico e del fiume Ignon, che scorre in direzione del Mediterraneo.

## Società

### Evoluzione demografica
Abitanti censiti